# カール・フリードリヒ・レッシング
カール・フリードリヒ・レッシング（ドイツ語: Carl Friedrich Lessing, 1808年2月15日 - 1880年6月5日）は19世紀のドイツの画家である。「デュッセルドルフ派」（Düsseldorfer Malerschule）と呼ばれるデュッセルドルフ美術アカデミーで活動した画家たちを代表する一人である。歴史画や風景画を描いた。

## 略歴
プロイセン王国のブレスラウ（現在のポーランドのヴロツワフ）に生まれた。同名の父親はワルシャワの検事総長を務めた人物で、父親のおじ、ゴットホルト・エフライム・レッシング(1729-1781)はドイツ啓蒙思想の有名な人物である。弟に植物学者となったクリスティアン・フリードリヒ・レッシングがいる。
14歳でベルリンに出て、建築を学んだ後、画家になる道を選び、1823年から3年間、プロイセン美術アカデミーで歴史画家のデーリング（Heinrich Anton Dähling）に学んだ。当時有名であったドイツのロマン主義の画家、カスパー・ダーヴィト・フリードリヒの影響を受けて、幻想的な風景画や歴史画を描いた。1826年にフリードリッヒ・ヴィルヘルム・フォン・シャドーがデュッセルドルフ美術アカデミーの校長に任じられた時、シャドーとともにデュッセルドルフに移った一人で、「デュッセルドルフ派」の形成に貢献した。
1858年にカールスルーエ州立美術館の館長に任じられた。

## 作品

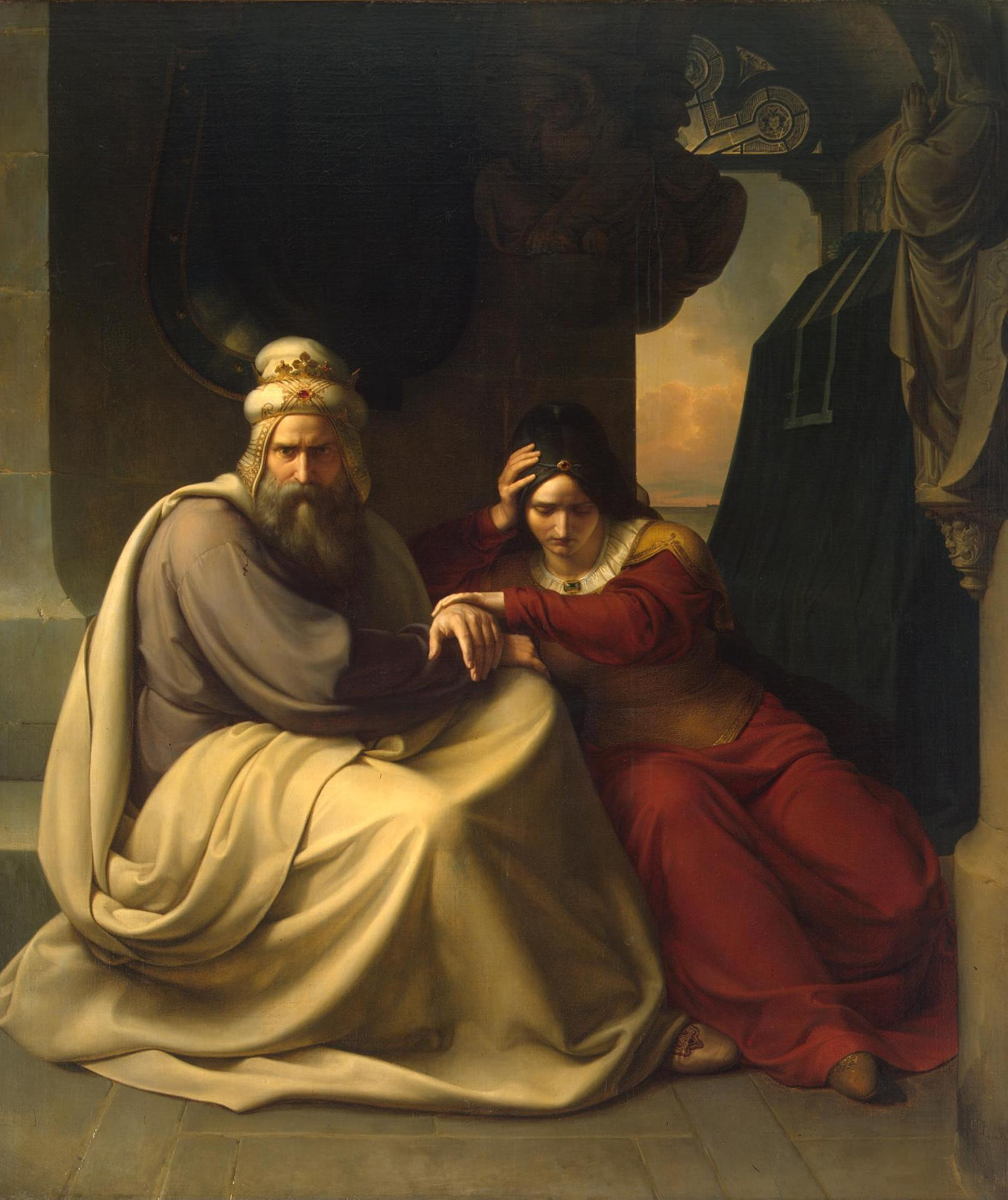
娘を亡くした王の家族
騎士の帰還
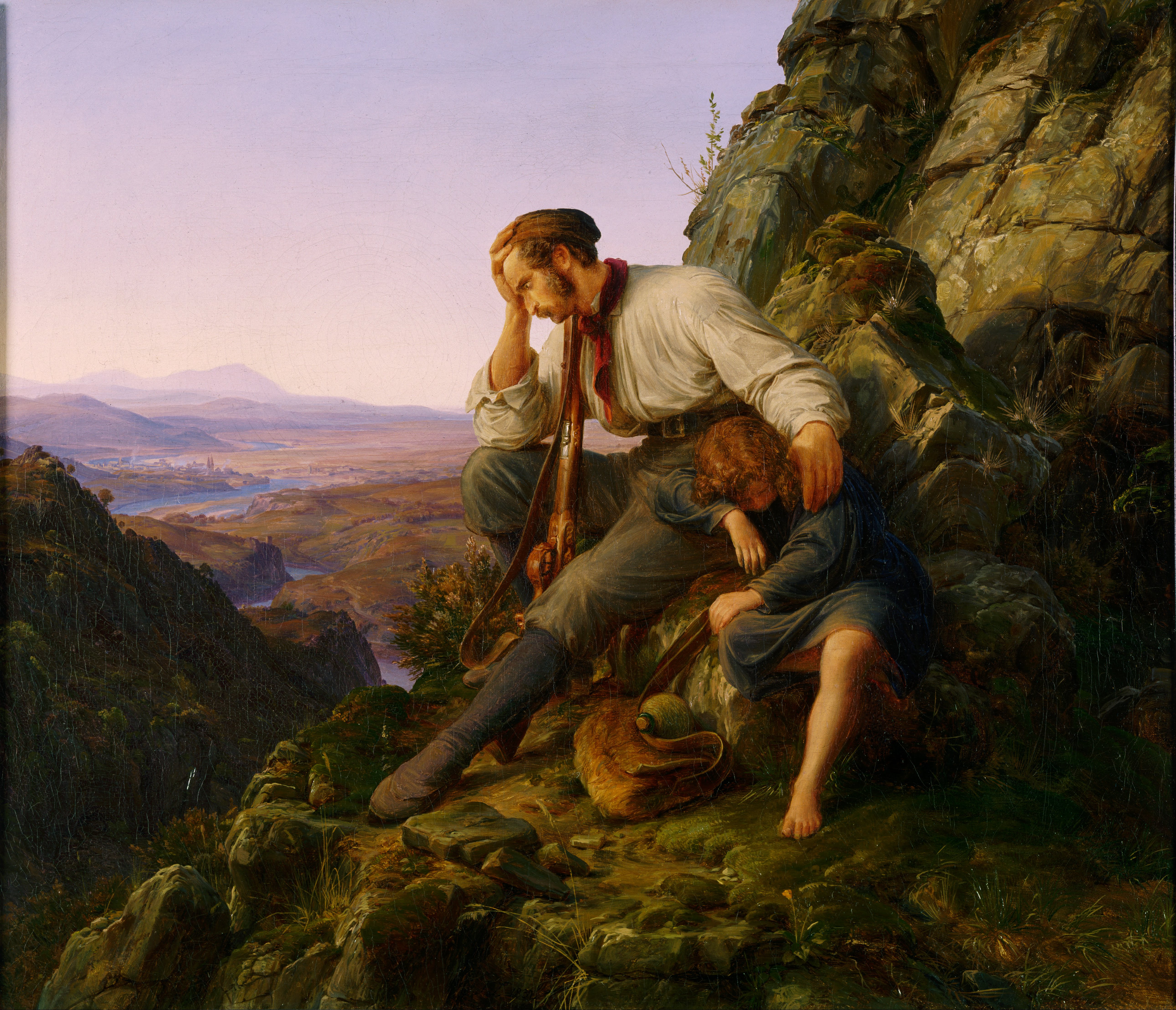
盗賊の親子
フス派の説教
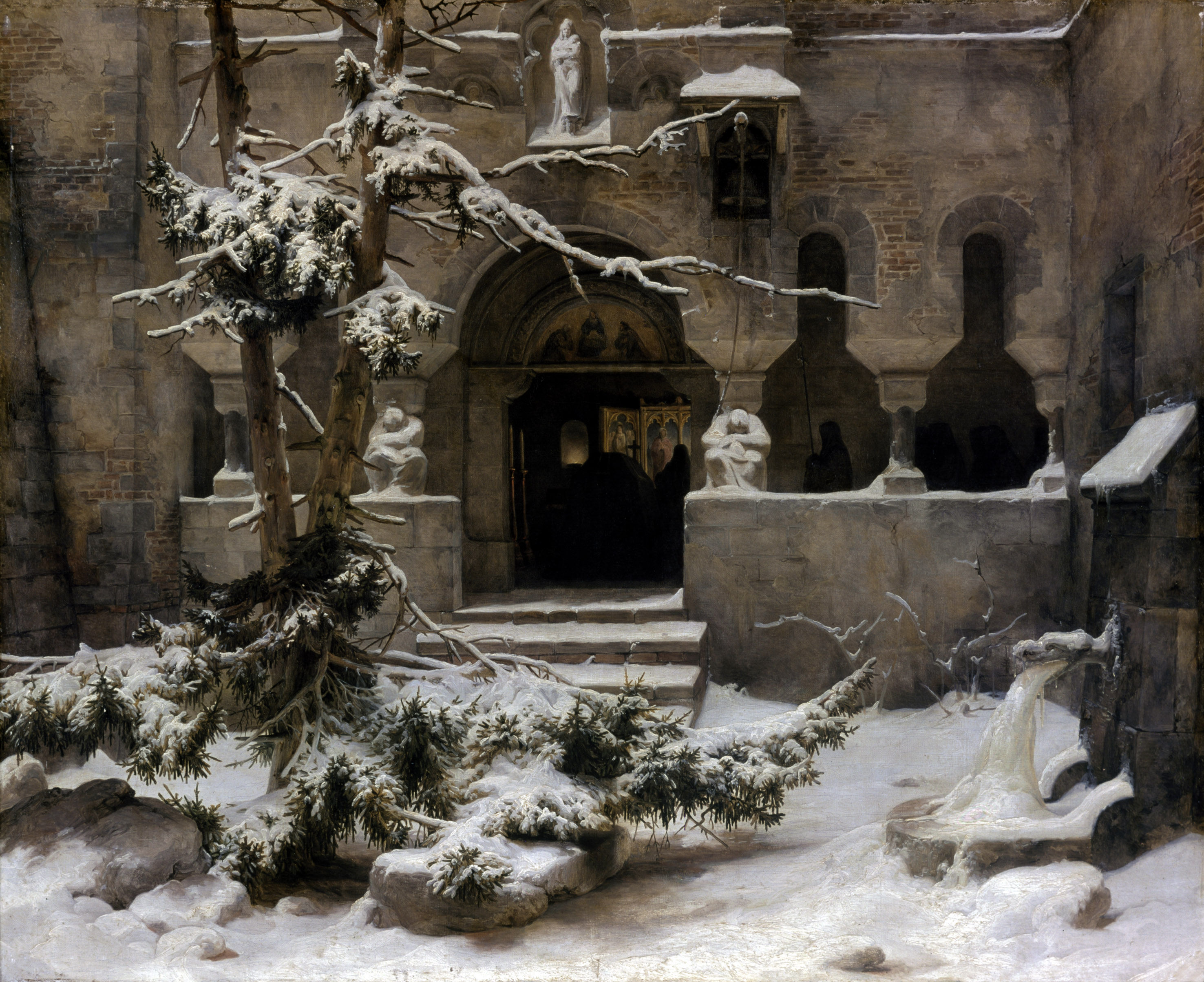
雪の中の修道院
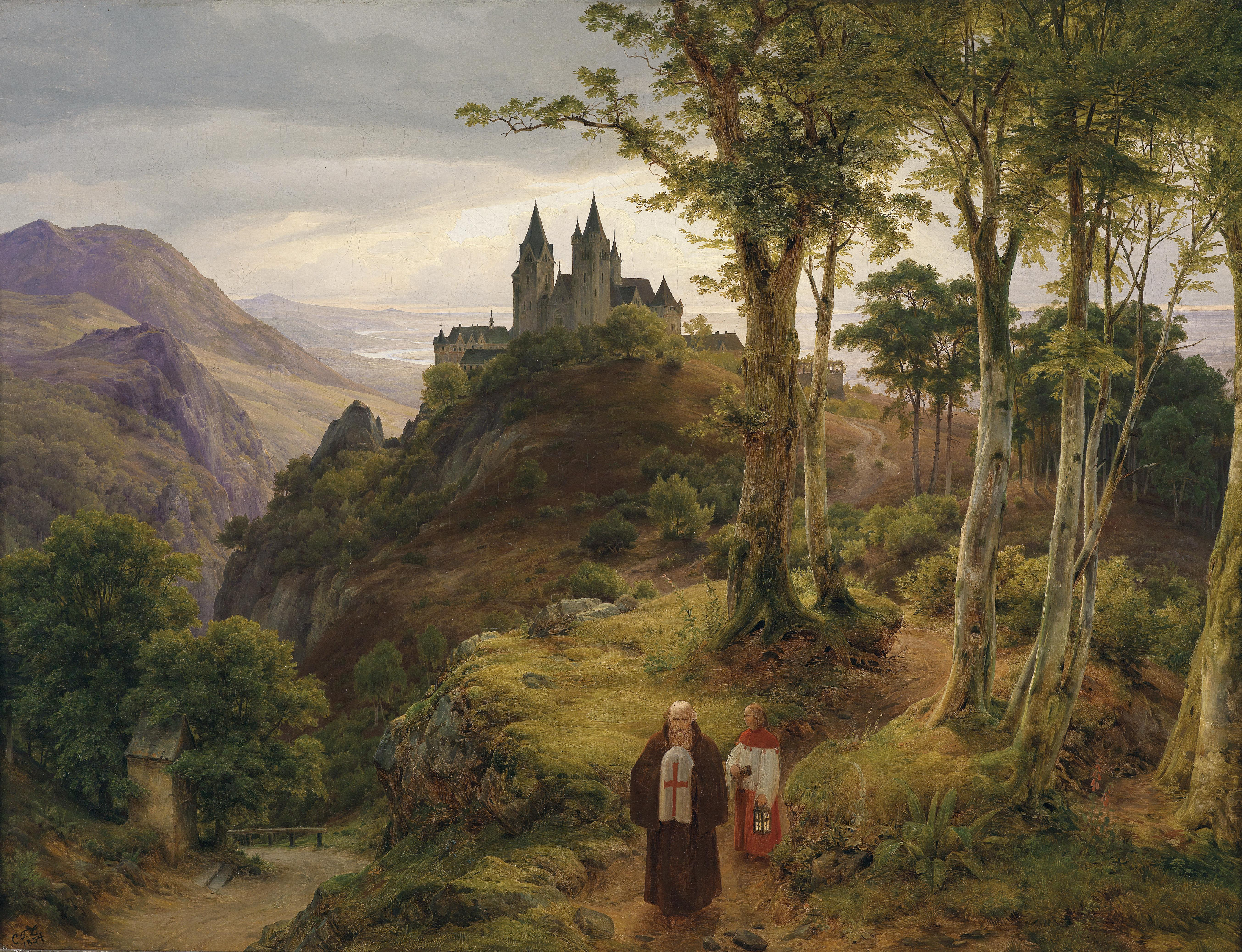
修道院のある風景
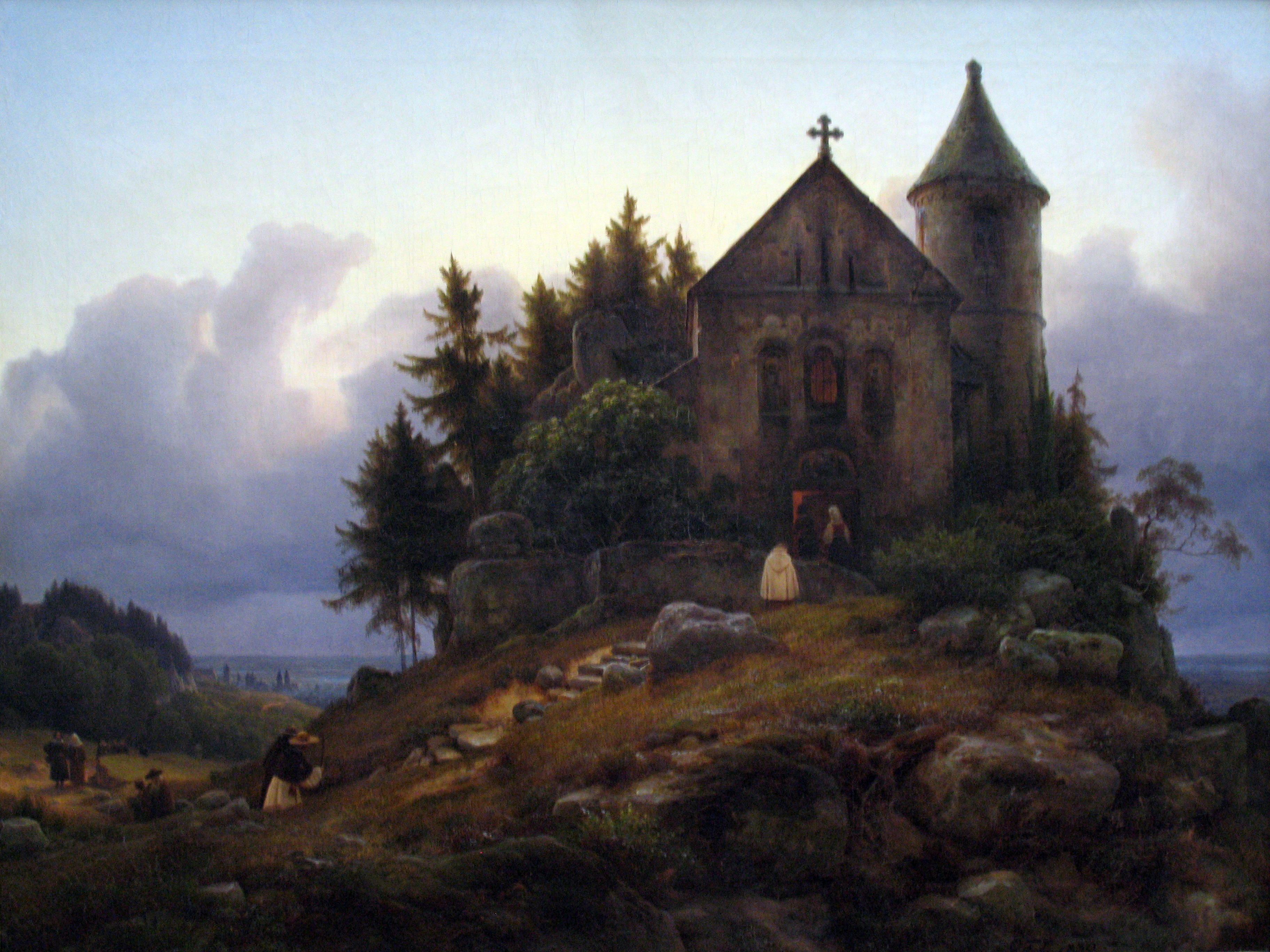
森の中の教会
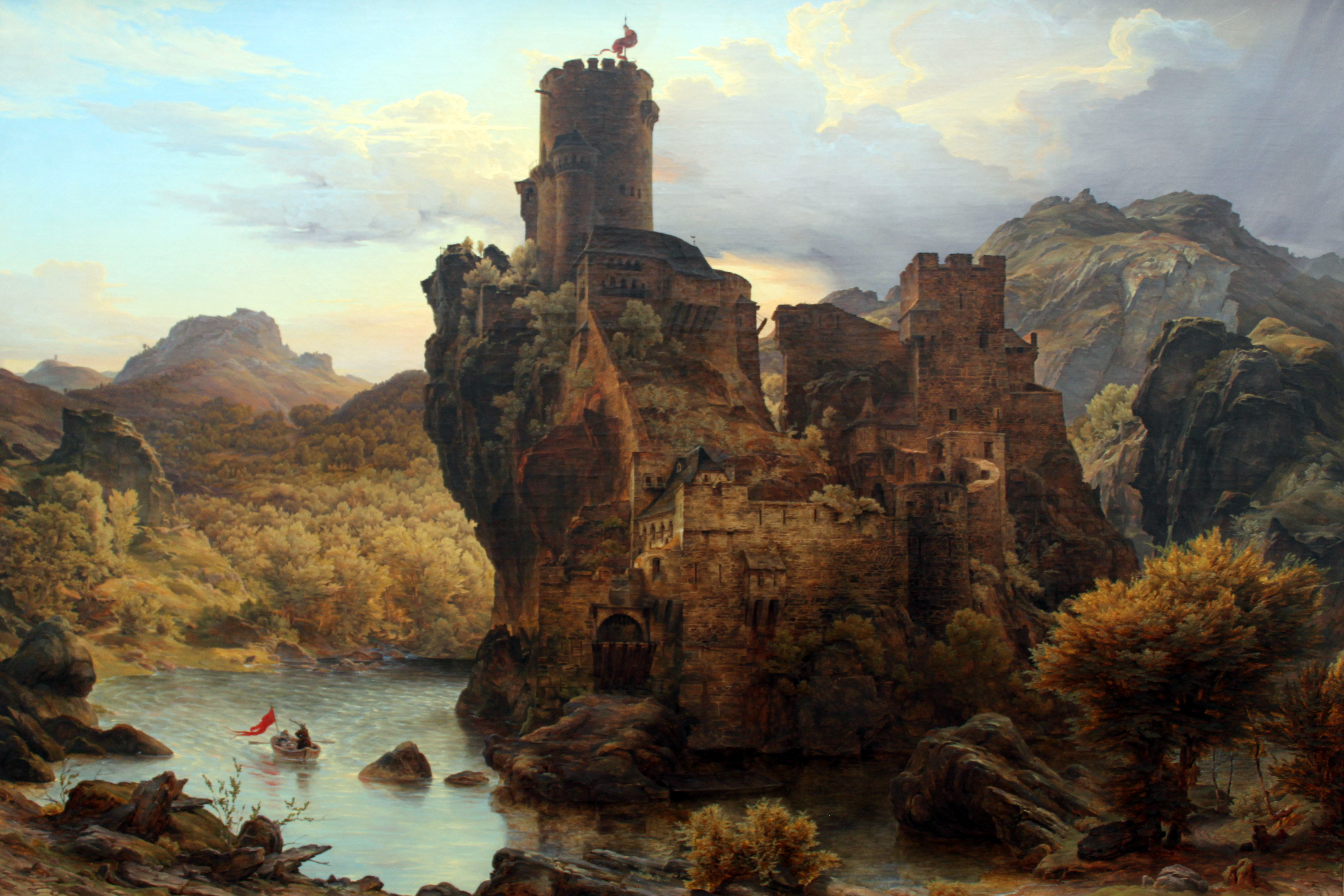
城
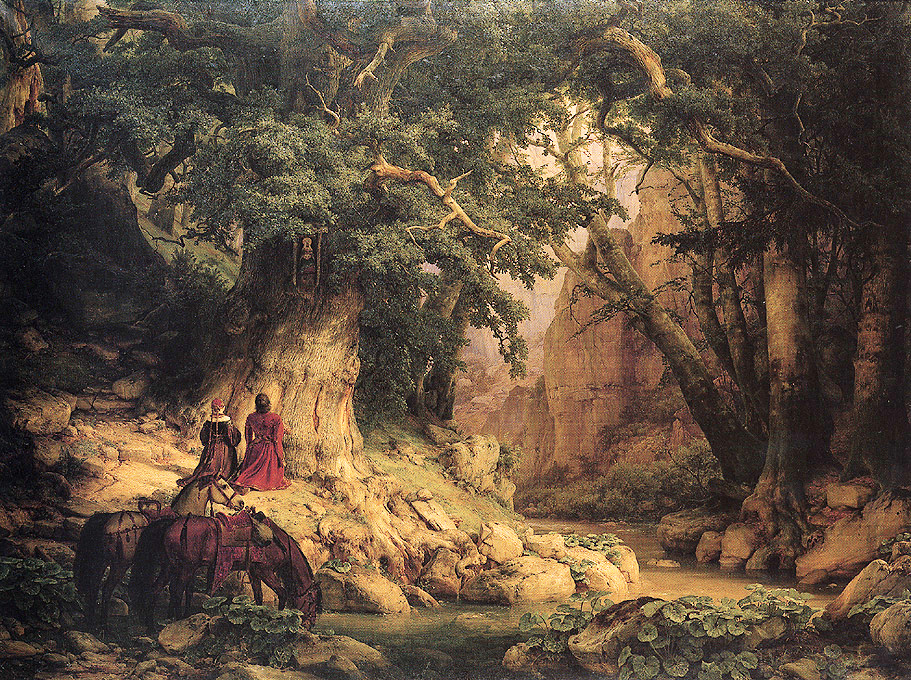
樫の古木
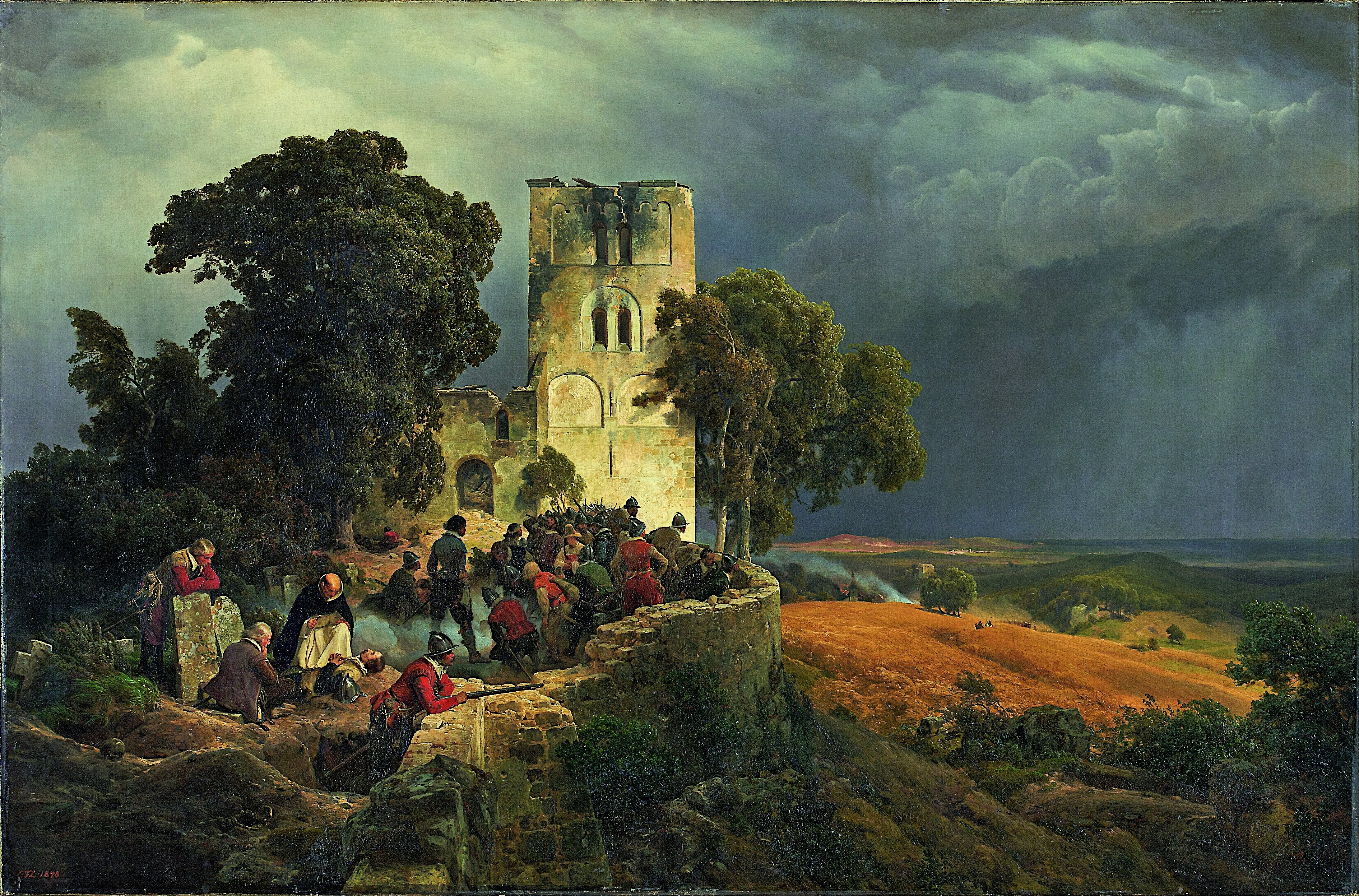
戦い (30年戦争で教会を守る人々)